# Bohuslav Závada
Brigádní generál Ing. Bohuslav Závada (17. ledna 1890 Býškovice – 26. srpna 1942 Věznice Plötzensee) byl československý legionář, důstojník a odbojář z období druhé světové války popravený nacisty.

## Život

### Před první světovou válkou
Bohuslav Závada se narodil 17. ledna 1890 v Býškovicích na Přerovsku v budově místní školy v rodině řídícího učitele Josefa Závady a Josefy rozené Koutné. Když mu bylo deset let, přestěhovala se rodina do Dobrotic. V roce 1907 maturoval na reálném gymnáziu v Holešově a poté studoval na České technice v Brně, kde promoval v roce 1913. Po ukončení studií absolvoval jednoroční vojenský výcvik v Brně.

### První světová a ruská občanská válka
Po vypuknutí první světové války byl Bohuslav Závada odeslán na ruskou frontu do Haliče, kde byl záhy raněn průstřelem nohy. Po vyléčení se sem opět vrátil. V roce 1915 padl do ruského zajetí, v červnu 1916 byl přijat do Československých legií, kde se stal náborovým pracovníkem v zajateckých táborech. Na podzim roku 1917 byl za důstojnický sbor II. divize zvolen do odbočky Národní rady jako člen Vojenského odboru, v listopadu se v Kyjevě zúčastnil schůze vedené Tomášem Garrigue Masarykem. Absolvoval Sibiřskou anabázi, do Československa se vrátil v roce 1920 v hodnosti podplukovníka.

### Mezi světovými válkami
Po návratu do vlasti zůstal Bohuslav Závada v armádní službě a pracoval na Ministerstvu národní obrany v Kanceláři československých legií. Roku 1926 se stal velitelem pluku v Břeclavi, roku 1928 pak zástupcem velitele 30. pěšího pluku Aloise Jiráska ve Vysokém Mýtě, od roku 1931 pak jeho velitelem. Od roku 1935 se spolupodílel na přípravě výstavby Československého opevnění zejména v oblasti Orlických hor. Byl členem skauta

### Druhá světová válka
Po německé okupaci v březnu 1939 a rozpuštění československé armády působil Bohuslav Závada jako pedagog na průmyslové škole v Hradci Králové. Vstoupil do protinacistického odboje v řadách Obrany národa. Za svou činnost byl zatčen gestapem 2. února 1940. Vězněn byl postupně v Pardubicích, Lipsku, Gollnowě a berlínské věznici Alt-Moabit. Dne 7. ledna 1942 byl lidovým soudem odsouzen k trestu smrti a 26. srpna téhož roku popraven gilotinou v další berlínské věznici Plötzensee.

## Rodina
Bohuslav Závada se v roce 1922 v Holešově oženil s Boženou Kopřivovou. Manželům se postupně narodily čtyři dcery Božena, Radoslava, Miloslava (budoucí diecézní tajemnice Církve československé husitské) a Alena a syn Milan. Švagrem Bohuslava Závady a bratrem jeho manželky byl architekt a pedagog Miloslav Kopřiva (1894-1968)

## Posmrtná ocenění
- Bohuslavu Závadovi byla v roce 1945 na budově Býškovické školy, kde se narodil, odhalena pamětní deska[4]
- Bohuslavu Závadovi byl v roce 1946 udělen in memoriam čestný doktorát technických věd
- Bohuslav Závada byl v roce 1946 in memoriam povýšen do hodnosti brigádního generála
- Bohuslavu Závadovi byl v roce 1946 udělen in memoriam Československý válečný kříž 1939
- V Býškovickém muzeu je Bohuslavu Závadovi věnována expozice
- V obci Dobrotice, kde nějaký čas bydlel, byl Bohuslavu Závadovi vztyčen pomník[5]
- Dne 8. května 2025 byl in memoriam vyznamenán Křížem obrany státu ministra obrany České republiky.[6]

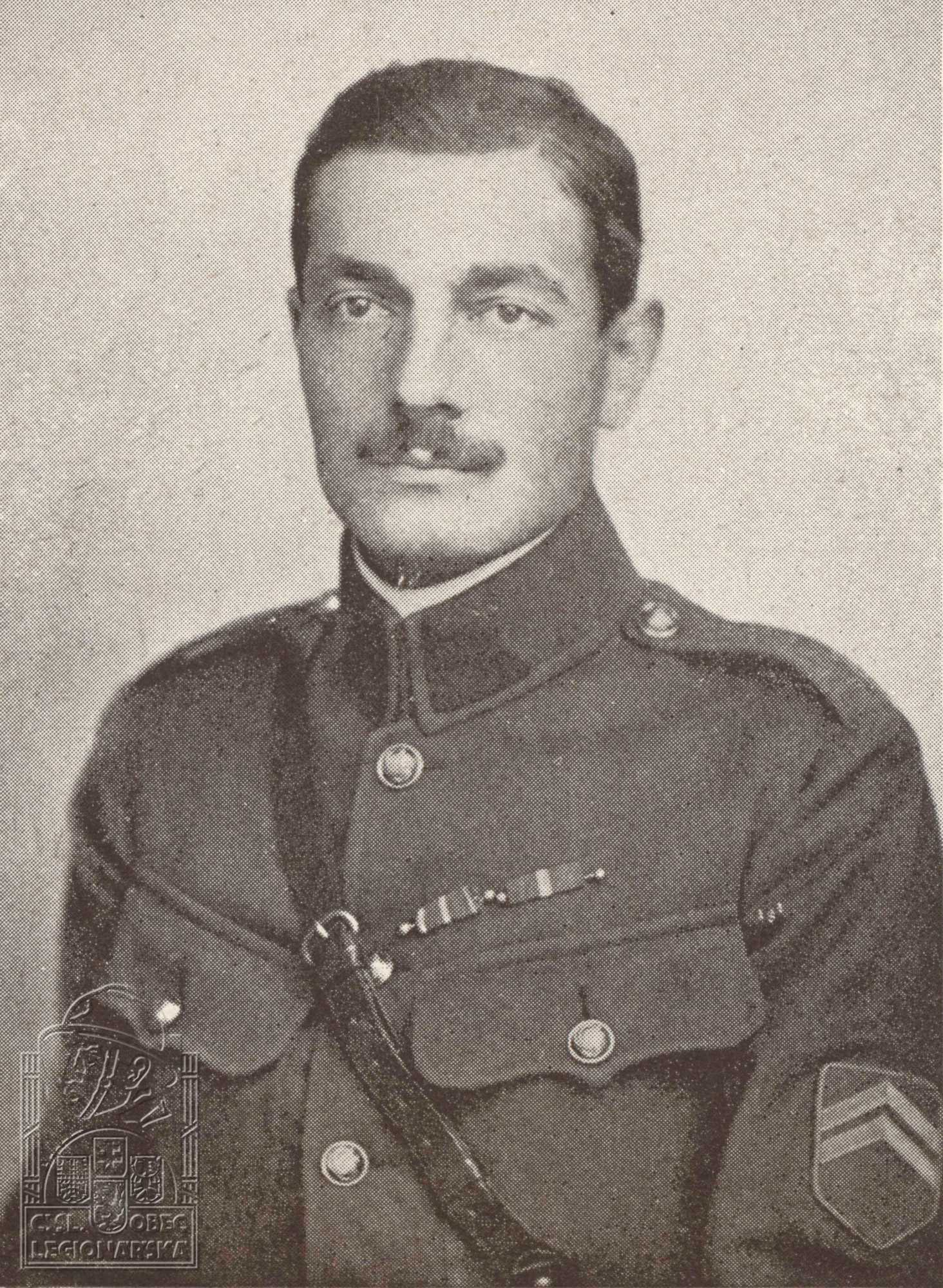
V uniformě v první světové válce
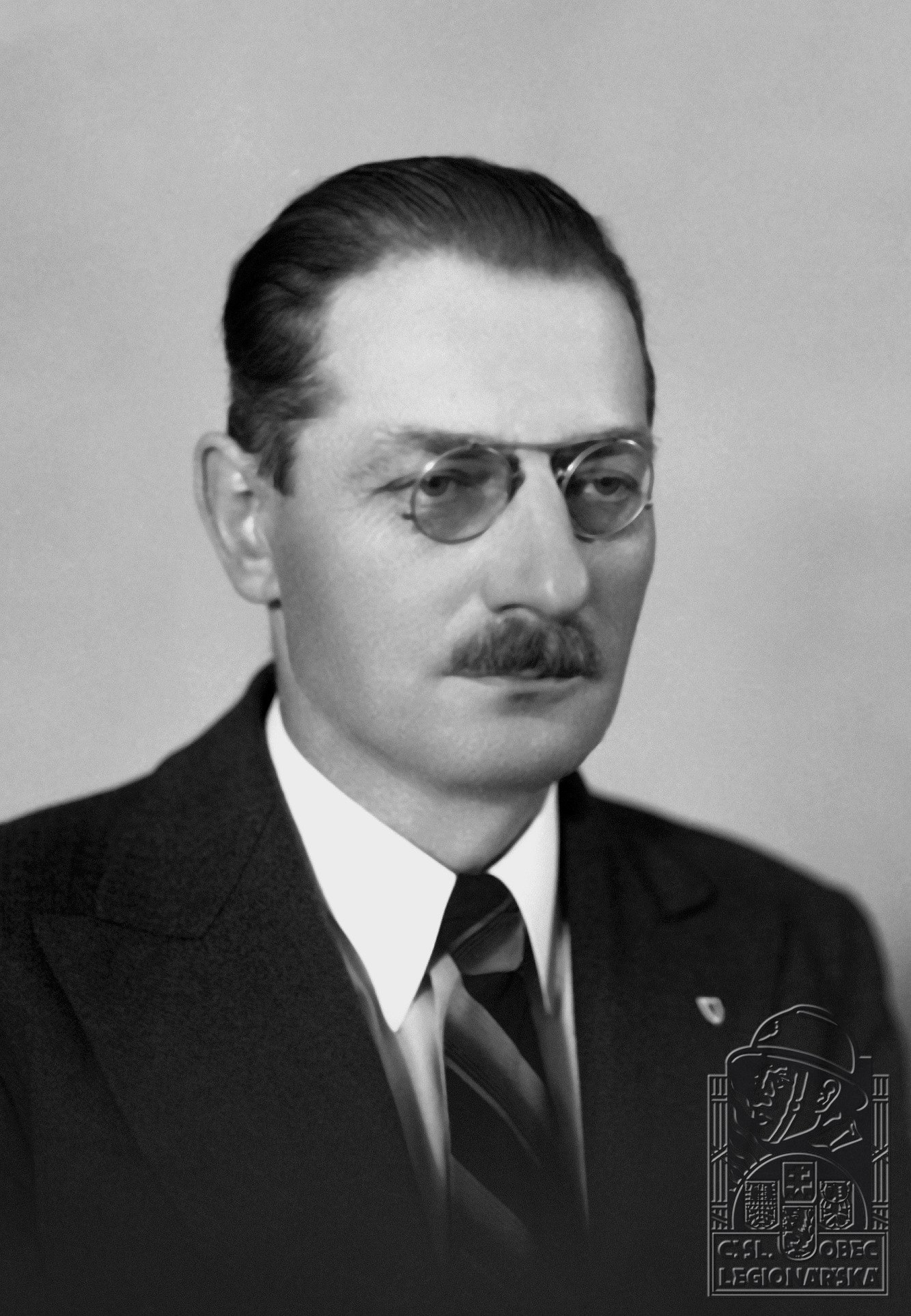
V civilním obleku
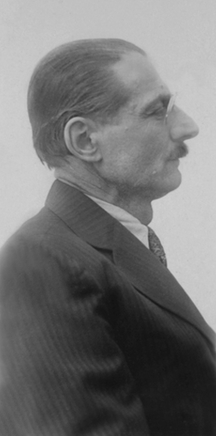
Po zatčení gestapem 2. února 1940
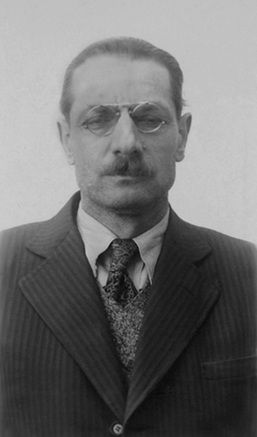
Po zatčení gestapem 2. února 1940
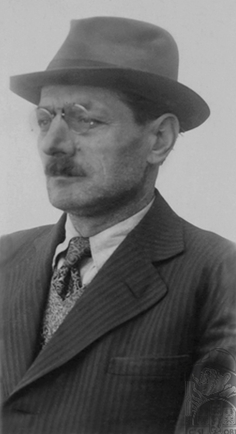
Po zatčení gestapem 2. února 1940
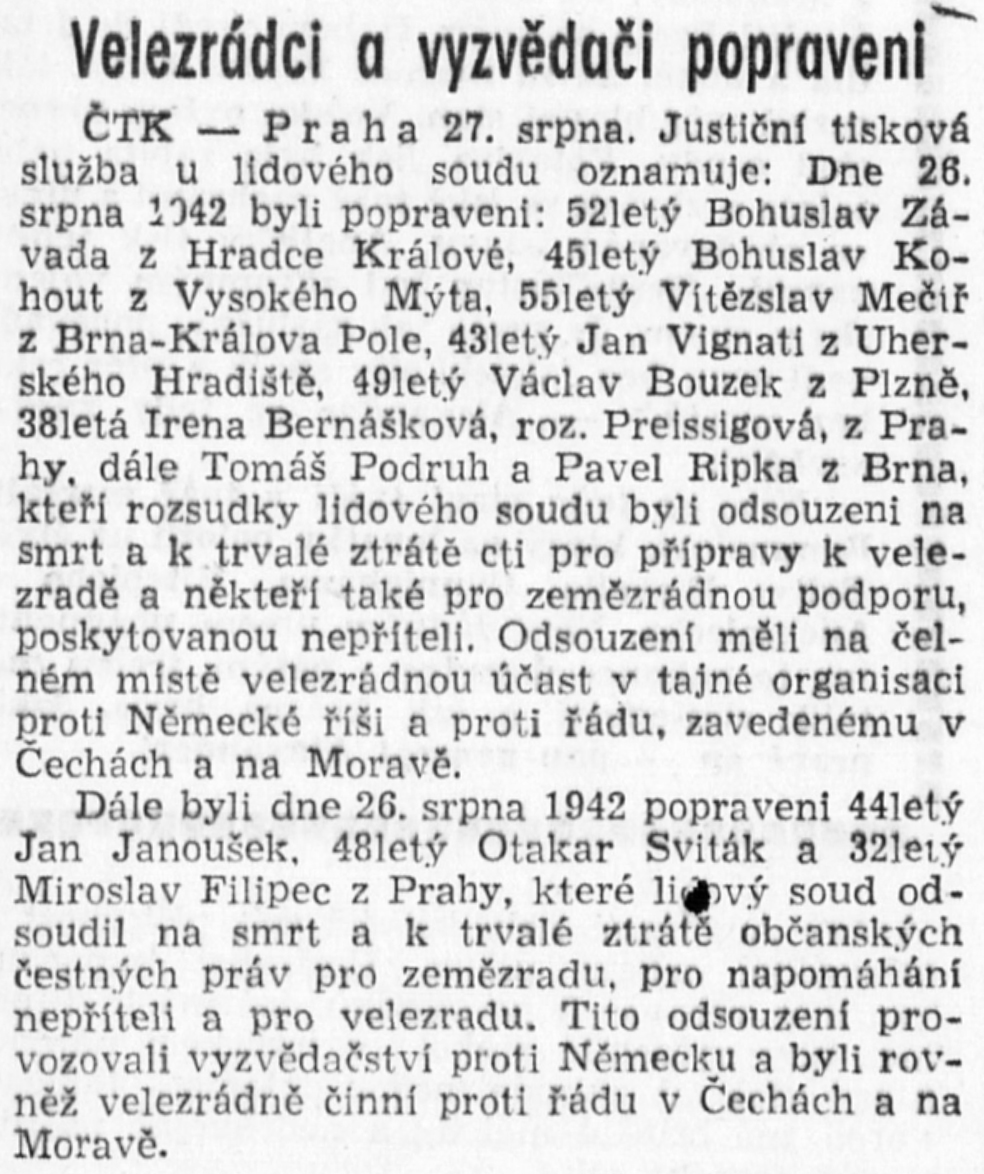
Článek v protektorátní Moravské orlici se seznamem popravených dne 26.8.1942